# Список министров сельского хозяйства России

## Министерство государственных имуществ Российской империи
Образовано по именному указу от 26 декабря 1837 года.
| Имя                                                 | Дата вступления в должность | Дата снятия с должности |
| --------------------------------------------------- | --------------------------- | ----------------------- |
| Киселёв, Павел Дмитриевич (1788—1872)               | 27 декабря 1837             | 11 июля 1856            |
| Шереметев, Василий Александрович (1795—1862)        | 30 августа 1856             | 17 апреля 1857          |
| Муравьёв, Михаил Николаевич (1796—1866)             | 17 апреля 1857              | 1 января 1862           |
| Зеленой, Александр Алексеевич (1818—1880)           | 1 января 1862               | 16 апреля 1872          |
| Валуев, Пётр Александрович (1815—1890)              | 16 апреля 1872              | 25 декабря 1879         |
| Ливен, Андрей Александрович (1839—1913)             | 25 декабря 1879             | 25 марта 1881           |
| Игнатьев, Николай Павлович (1832—1908)              | 25 марта 1881               | 4 мая 1881              |
| Островский, Михаил Николаевич (1827—1901)           | 4 мая 1881                  | 1 января 1893           |
| Вешняков, Владимир Иванович (1830—1906) управляющий | 1 января 1893               | 28 марта 1893           |
| Ермолов, Алексей Сергеевич (1847—1917)              | 28 марта 1893               | 30 марта 1894           |

По именному указу от 31 мая 1893 года преобразовано в Министерство земледелия и государственных имуществ.

## Министерство земледелия и государственных имуществ Российской империи
Образовано 30 марта 1894 года по именному указу от 31 мая 1893 года.
| Имя                                    | Дата вступления в должность | Дата снятия с должности |
| -------------------------------------- | --------------------------- | ----------------------- |
| Ермолов, Алексей Сергеевич (1847—1917) | 30 марта 1894               | 6 мая 1905              |

Именным указом от 6 мая 1905 года преобразовано в Главное управление землеустройства и земледелия.

## Главное управление землеустройства и земледелия Российской империи
Образовано по именному указу от 6 мая 1905 года.
| Имя                                          | Дата вступления в должность | Дата снятия с должности |
| -------------------------------------------- | --------------------------- | ----------------------- |
| Шванебах, Пётр Христианович (1848—1908)      | 6 мая 1905                  | 26 октября 1905         |
| Кутлер, Николай Николаевич (1859—1924)       | 28 октября 1905             | 4 февраля 1906          |
| Никольский, Александр Петрович (1851—1918)   | 27 февраля 1906             | 24 апреля 1906          |
| Стишинский, Александр Семёнович (1851—1922)  | 24 апреля 1906              | 8 июля 1906             |
| Васильчиков, Борис Александрович (1860—1931) | 27 июля 1906                | 21 мая 1908             |
| Кривошеин, Александр Васильевич (1857—1921)  | 21 мая 1908                 | 26 октября 1915         |

26 октября 1915 года преобразовано в Министерство земледелия.

## Министерство земледелия Российской империи
Образовано 26 октября 1915 года из Главного управления землеустройства и земледелия.
| Имя                                           | Дата вступления в должность | Дата снятия с должности |
| --------------------------------------------- | --------------------------- | ----------------------- |
| Наумов, Александр Николаевич (1868—1950)      | 10 ноября 1915              | 21 июля 1916            |
| Бобринский, Алексей Александрович (1852—1927) | 21 июля 1916                | 14 ноября 1916          |
| Риттих, Александр Александрович (1868—1930)   | 14 ноября 1916              | 28 февраля 1917         |

## Министерство земледелия Временного правительства России
| Имя                                                                    | Дата вступления в должность | Дата снятия с должности |
| ---------------------------------------------------------------------- | --------------------------- | ----------------------- |
| Шингарёв, Андрей Иванович (1869—1918)                                  | 2 марта 1917                | 2 мая 1917              |
| Чернов, Виктор Михайлович (1873—1952)                                  | 5 мая 1917                  | 26 августа 1917         |
| Вихляев, Пантелеймон Алексеевич (1869—1928), управляющий министерством | 26 августа 1917             | 25 сентября 1917        |
| Маслов, Семён Леонтьевич (1874—1938)                                   | 25 сентября 1917            | 25 октября 1917         |

Ликвидировано 25 октября (7 ноября) 1917 года после свержения Временного правительства.

## Народный комиссариат земледелия РСФСР
| Имя                                                    | Дата вступления в должность         | Дата снятия с должности         |
| ------------------------------------------------------ | ----------------------------------- | ------------------------------- |
| Милютин, Владимир Павлович (1884—1937)                 | 26 октября 1917                     | 4 ноября 1917                   |
| Шлихтер, Александр Григорьевич (1868—1940), и. о.      | 4 ноября 1917                       | 18 ноября 1917                  |
| Колегаев, Андрей Лукич (1887—1937)                     | 27 ноября 1917                      | 23 марта 1918                   |
| Середа, Семён Пафнутьевич (1871—1933), и. о.           | 24 марта 1918                       | 24 апреля 1918                  |
| Осинский-Оболенский, Валериан Валерианович (1887—1938) | 24 апреля 1918 и. о.10 февраля 1921 | 10 февраля 1921 9 января 1922   |
| Яковенко, Василий Григорьевич (1889—1937)              | 9 января 1922                       | 7 июля 1923                     |
| Смирнов Александр Петрович (1877—1938)                 | 7 июля 1923                         | 16 февраля 1928                 |
| Кубяк, Николай Афанасьевич (1881—1937)                 | 16 февраля 1928                     | 24 декабря 1929                 |
| Муралов, Александр Иванович (1886—1938)                | 24 декабря 1929                     | 17 мая 1934                     |
| Лисицын, Николай Васильевич (1891—1938)                | 17 мая 1934                         | 1 декабря 1937                  |
| Лобанов, Павел Павлович (1902—1984), и. о.             | 1 декабря 1937                      | 19 мая 1938                     |
| Сухов, Алексей Николаевич (1903—1974)                  | и. о.19 марта 1938 16 февраля 1939  | 16 февраля 1939 12 октября 1939 |
| Жаров, Анисим Васильевич (18**—19**)                   | 12 октября 1939                     | 15 апреля 1941                  |
| Жильцов, Николай Васильевич (1898—1954)                | 15 апреля 1941                      | 15 марта 1946                   |

15 марта 1946 года преобразован в одноимённое министерство.

## Министерство земледелия РСФСР
Образовано 15 марта 1946 года из одноимённого наркомата.
| Имя                                     | Дата вступления в должность | Дата снятия с должности |
| --------------------------------------- | --------------------------- | ----------------------- |
| Жильцов, Николай Васильевич (1898—1954) | 15 марта 1946               | 30 июня 1946            |
| Федин Александр Андреевич (1908—1985)   | 17 июля 1946                | 27 февраля 1947         |

27 февраля 1947 года преобразовано в Министерство сельского хозяйства РСФСР.

## Министерство сельского хозяйства РСФСР
Образовано 27 февраля 1947 года из Министерства земледелия РСФСР.
| Имя                                    | Дата вступления в должность | Дата снятия с должности |
| -------------------------------------- | --------------------------- | ----------------------- |
| Максимов, Алексей Иванович (1903—1965) | 13 мая 1947                 | 1 апреля 1953           |

1 апреля 1953 года преобразовано в Министерство сельского хозяйства и заготовок РСФСР.

## Министерство сельского хозяйства и заготовок РСФСР
Образовано 1 апреля 1953 года в результате объединения Министерства сельского хозяйства РСФСР, Министерства совхозов РСФСР и Министерства лесного хозяйства РСФСР.
| Имя                                   | Дата вступления в должность | Дата снятия с должности |
| ------------------------------------- | --------------------------- | ----------------------- |
| Федин Александр Андреевич (1908—1985) | 1 апреля 1953               | 15 августа 1953         |
| Лобанов Павел Павлович (1902—1984)    | 15 августа 1953             | 4 декабря 1953          |

4 декабря 1953 года ликвидировано в связи с образованием Министерства сельского хозяйства РСФСР.

## Министерство сельского хозяйства РСФСР
Образовано 4 декабря 1953 года из Минсельхоза и заготовок РСФСР.
| Имя                                            | Дата вступления в должность | Дата снятия с должности |
| ---------------------------------------------- | --------------------------- | ----------------------- |
| Лобанов, Павел Павлович (1902—1984)            | 4 декабря 1953              | 28 февраля 1955         |
| Морозов Пётр Иванович (1908—1977)              | 26 марта 1955               | 29 мая 1957             |
| Бенедиктов, Иван Александрович (1902—1983)     | 7 июня 1957                 | 16 апреля 1959          |
| Кальченко, Степан Власович (1908—1998)         | 16 апреля 1959              | 14 июня 1960            |
| Смирнов, Григорий Лаврентьевич (1910—1981)     | 14 июня 1960                | 27 января 1961          |
| Сотников, Владимир Петрович (1910—1990)        | 27 января 1961              | 29 марта 1963           |
| Синягин, Ираклий Иванович (1911—1978), 1-й зам | 1 апреля 1963               | 29 сентября 1963        |

Ликвидировано 29 сентября 1963 года, функции переданы Министерству продовольствия и заготовок сельскохозяйственных продуктов РСФСР.

### Министерство продовольствия и заготовок сельскохозяйственных продуктов РСФСР
Выделено из Министерства сельского хозяйства РСФСР 24 марта 1962 года.
| Имя                                   | Дата вступления в должность | Дата снятия с должности |
| ------------------------------------- | --------------------------- | ----------------------- |
| Смирнов, Николай Иванович (1904—1974) | 24 марта 1962               | 18 января 1964          |
| Максимов Леонид Иванович (19**—19**)  | 18 января 1964              | 19 декабря 1964         |

Ликвидировано 19 декабря 1964 года.

## Министерство сельского хозяйства РСФСР
Образовано 1 марта 1965 года на базе упразднённого Министерства продовольствия и заготовок сельскохозяйственных продуктов РСФСР.
| Имя                                        | Дата вступления в должность | Дата снятия с должности |
| ------------------------------------------ | --------------------------- | ----------------------- |
| Басов, Александр Васильевич (1912—1988)    | 2 марта 1965                | 19 ноября 1965          |
| Флорентьев, Леонид Яковлевич (1911—2003)   | 19 ноября 1965              | 28 января 1983          |
| Никонов, Виктор Петрович (1929—1993)       | 28 января 1983              | 26 апреля 1985          |
| Никитин, Владилен Валентинович (1936—2021) | 28 мая 1985                 | 23 ноября 1985          |

Ликвидировано 23 ноября 1985 года в связи с образованием Государственного агропромышленного комитета РСФСР.

## Государственный агропромышленный комитет РСФСР
Образован 23 ноября 1985 года.
| Имя                                    | Дата вступления в должность        | Дата снятия с должности   |
| -------------------------------------- | ---------------------------------- | ------------------------- |
| Ермин, Лев Борисович (1923—2004)       | 28 ноября 1985                     | 20 апреля 1989            |
| Кулик, Геннадий Васильевич (1935—2023) | 30 августа 1989 и. о. 15 июня 1990 | 15 июня 1990 14 июля 1990 |

Ликвидирован 3 августа 1990 года в связи с принятием Закона РСФСР от 14 июля 1990 года «О республиканских министерствах и государственных комитетах РСФСР».

### Государственный агропромышленный комитет Нечернозёмной зоны РСФСР
Выделен из Госагропрома РСФСР 25 февраля 1988 года.
| Имя                                          | Дата вступления в должность        | Дата снятия с должности   |
| -------------------------------------------- | ---------------------------------- | ------------------------- |
| Алексанкин, Александр Васильевич (1929—2014) | 25 февраля 1988 и. о. 15 июня 1990 | 15 июня 1990 14 июля 1990 |

Ликвидирован 3 августа 1990 года в связи с принятием Закона РСФСР от 14 июля 1990 года «О республиканских министерствах и государственных комитетах РСФСР».

## Народный комиссариат земледелия СССР
Образован 7 декабря 1929 года.
| Имя                                               | Дата вступления в должность | Дата снятия с должности |
| ------------------------------------------------- | --------------------------- | ----------------------- |
| Яковлев, Яков Аркадьевич (1896—1938)              | 8 декабря 1929              | 10 апреля 1934          |
| Чернов, Михаил Александрович (1891—1938)          | 10 апреля 1934              | 29 октября 1937         |
| Эйхе, Роберт Индрикович (1890—1940)               | 29 октября 1937             | 29 апреля 1938          |
| Бенедиктов, Иван Александрович (1902—1983), и. о. | 29 апреля 1938              | 15 ноября 1938          |
| Андреев, Андрей Андреевич (1895—1971)             | 15 ноября 1938              | 15 марта 1946           |

15 марта 1946 года преобразован в Министерство земледелия СССР.

### Народный комиссариат зерновых и животноводческих совхозов СССР
Выделен 1 октября 1932 года из Наркомата земледелия.
| Имя                                      | Дата вступления в должность | Дата снятия с должности |
| ---------------------------------------- | --------------------------- | ----------------------- |
| Юркин, Тихон Александрович (1898—1986)   | 1 октября 1932              | 4 апреля 1934           |
| Калманович, Моисей Иосифович (1888—1937) | 4 апреля 1934               | 11 апреля 1937          |
| Демченко, Николай Нестерович (1896—1937) | 11 апреля 1937              | 22 июля 1937            |
| Юркин, Тихон Александрович (1898—1986)   | 22 июля 1937                | 22 ноября 1938          |
| Лобанов, Павел Павлович (1902—1984)      | 10 декабря 1938             | 15 марта 1946           |

15 марта 1946 года упразднён.

### Народный комиссариат заготовок СССР
Выделен 15 января 1938 года из наркомата земледелия.
| Имя                                         | Дата вступления в должность | Дата снятия с должности |
| ------------------------------------------- | --------------------------- | ----------------------- |
| Попов, Михаил Васильевич (1905—1938)        | 19 января 1938              | 5 мая 1938              |
| Скрынников, Семён Яковлевич (1898—1961)     | 5 мая 1938                  | 24 мая 1939             |
| Донской, Владимир Александрович (1903—1954) | 28 марта 1940               | 5 июля 1941             |
| Субботин, Клавдий Петрович (1904—1980)      | 5 июля 1941                 | 2 сентября 1944         |
| Двинский, Борис Александрович (1894—1973)   | 2 сентября 1944             | 15 марта 1946           |

15 марта 1946 года преобразован в одноимённое министерство.

### Народный комиссариат технических культур СССР
Образован 11 ноября 1945 года.
| Имя                                         | Дата вступления в должность | Дата снятия с должности |
| ------------------------------------------- | --------------------------- | ----------------------- |
| Скворцов, Николай Александрович (1899—1974) | 11 ноября 1945              | 15 марта 1946           |

15 марта 1946 года преобразован в одноимённое министерство.

## Министерство земледелия СССР
Образовано 15 марта 1946 года из одноимённого наркомата.
| Имя                                        | Дата вступления в должность | Дата снятия с должности |
| ------------------------------------------ | --------------------------- | ----------------------- |
| Бенедиктов, Иван Александрович (1902—1983) | 19 марта 1946               | 4 февраля 1947          |

4 февраля 1947 года вошло в Министерство сельского хозяйства СССР.

### Министерство заготовок СССР
Образовано 15 марта 1946 года из одноимённого наркомата.
| Имя                                               | Дата вступления в должность | Дата снятия с должности |
| ------------------------------------------------- | --------------------------- | ----------------------- |
| Двинский, Борис Александрович (1894—1973)         | 19 марта 1946               | 27 октября 1950         |
| Пономаренко, Пантелеймон Кондратьевич (1902—1984) | 27 октября 1950             | 12 декабря 1952         |
| Игнатов, Николай Григорьевич (1901—1966)          | 12 декабря 1952             | 15 марта 1953           |

15 марта 1953 года вошло в Министерство сельского хозяйства и заготовок СССР.
Вновь образовано 21 ноября 1953 года.
| Имя                                   | Дата вступления в должность | Дата снятия с должности |
| ------------------------------------- | --------------------------- | ----------------------- |
| Корниец, Леонид Романович (1901—1969) | 21 ноября 1953              | 31 мая 1956             |

31 мая 1956 года преобразовано в Министерство хлебопродуктов СССР.
В третий раз образовано 17 сентября 1969 года на базе Государственного комитета заготовок СМ СССР.
| Имя                                       | Дата вступления в должность | Дата снятия с должности |
| ----------------------------------------- | --------------------------- | ----------------------- |
| Нуриев, Зия Нуриевич (1915—2012)          | 17 сентября 1969            | 3 апреля 1973           |
| Золотухин, Григорий Сергеевич (1911—1988) | 13 апреля 1973              | 22 ноября 1985          |

22 ноября 1985 года преобразовано в Министерство хлебопродуктов СССР.

### Министерство технических культур СССР
Образовано 15 марта 1946 года из одноимённого наркомата.
| Имя                                         | Дата вступления в должность | Дата снятия с должности |
| ------------------------------------------- | --------------------------- | ----------------------- |
| Скворцов, Николай Александрович (1899—1974) | 19 марта 1946               | 4 февраля 1947          |

4 февраля 1947 вошло в Министерство сельского хозяйства СССР.

### Министерство животноводства СССР
Выделено 26 марта 1946 года из Министерства земледелия СССР.
| Имя                                  | Дата вступления в должность | Дата снятия с должности |
| ------------------------------------ | --------------------------- | ----------------------- |
| Козлов, Алексей Иванович (1911—1982) | 26 марта 1946               | 4 февраля 1947          |

4 февраля 1947 года вошло в Министерство сельского хозяйства СССР.

## Министерство сельского хозяйства СССР
Образовано 4 февраля 1947 года объединением министерств земледелия, животноводства и технических культур.
| Имя                                        | Дата вступления в должность | Дата снятия с должности |
| ------------------------------------------ | --------------------------- | ----------------------- |
| Бенедиктов, Иван Александрович (1902—1983) | 4 февраля 1947              | 15 марта 1953           |

15 марта 1953 года вошло в Министерство сельского хозяйства и заготовок СССР.

### Министерство совхозов СССР
Образовано 4 февраля 1947 года.
| Имя                                         | Дата вступления в должность | Дата снятия с должности |
| ------------------------------------------- | --------------------------- | ----------------------- |
| Скворцов, Николай Александрович (1899—1974) | 4 февраля 1947              | 15 марта 1953           |

15 марта 1953 года вошло в Министерство сельского хозяйства и заготовок СССР.
Вновь образовано 1 сентября 1953 года.
| Имя                                        | Дата вступления в должность | Дата снятия с должности |
| ------------------------------------------ | --------------------------- | ----------------------- |
| Козлов, Алексей Иванович (1911—1982)       | 1 сентября 1953             | 2 марта 1955            |
| Бенедиктов, Иван Александрович (1902—1983) | 2 марта 1955                | 30 мая 1957             |

30 мая 1957 года вошло в Министерство сельского хозяйства СССР.

### Министерство хлопководства СССР
Образовано 5 апреля 1950 года.
| Имя                                | Дата вступления в должность | Дата снятия с должности |
| ---------------------------------- | --------------------------- | ----------------------- |
| Юсупов, Усман Юсупович (1900—1966) | 5 апреля 1950               | 15 марта 1953           |

15 марта 1953 года вошло в Министерство сельского хозяйства и заготовок СССР.

## Министерство сельского хозяйства и заготовок СССР
Образовано 15 марта 1953 года объединением министерств сельского хозяйства, хлопководства, совхозов, заготовок и лесного хозяйства.
| Имя                                        | Дата вступления в должность | Дата снятия с должности |
| ------------------------------------------ | --------------------------- | ----------------------- |
| Козлов, Алексей Иванович (1911—1982)       | 15 марта 1953               | 1 сентября 1953         |
| Бенедиктов, Иван Александрович (1902—1983) | 1 сентября 1953             | 21 ноября 1953          |

21 ноября 1953 года переименовано в Министерство сельского хозяйства СССР.

## Министерство сельского хозяйства СССР
Образовано 25 ноября 1953 года переименованием Министерства сельского хозяйства и заготовок СССР.
| Имя                                          | Дата вступления в должность | Дата снятия с должности |
| -------------------------------------------- | --------------------------- | ----------------------- |
| Бенедиктов, Иван Александрович (1902—1983)   | 25 ноября 1953              | 2 марта 1955            |
| Мацкевич, Владимир Владимирович (1909—1998)  | 14 октября 1955             | 29 декабря 1960         |
| Ольшанский, Михаил Александрович (1908—1988) | 29 декабря 1960             | 25 апреля 1962          |
| Пысин, Константин Георгиевич (1910—1984)     | 25 апреля 1962              | 8 марта 1963            |
| Воловченко, Иван Платонович (1917—1998)      | 8 марта 1963                | 17 февраля 1965         |
| Мацкевич, Владимир Владимирович (1909—1998)  | 17 февраля 1965             | 2 февраля 1973          |
| Полянский, Дмитрий Степанович (1917—2001)    | 2 февраля 1973              | 16 марта 1976           |
| Месяц, Валентин Карпович (1928—2019)         | 16 марта 1976               | 18 ноября 1985          |

Упразднено 22 ноября 1985 года при образовании Государственного агропромышленного комитета СССР.

### Министерство хлебопродуктов СССР
Образовано 31 мая 1956 года из Министерства заготовок СССР.
| Имя                                   | Дата вступления в должность | Дата снятия с должности |
| ------------------------------------- | --------------------------- | ----------------------- |
| Корниец, Леонид Романович (1901—1969) | 31 мая 1956                 | 26 ноября 1958          |

26 ноября 1958 года преобразовано в Государственный комитет СМ СССР по хлебопродуктам.
Вновь образовано 22 ноября 1985 года на базе Министерства заготовок СССР.
| Имя                                       | Дата вступления в должность | Дата снятия с должности |
| ----------------------------------------- | --------------------------- | ----------------------- |
| Золотухин, Григорий Сергеевич (1911—1988) | 3 декабря 1985              | 6 апреля 1987           |
| Будыка, Александр Дмитриевич (1927—2001)  | 6 апреля 1987               | 27 июля 1989            |

27 июля 1989 года упразднено.

### Государственный комитет СМ СССР по хлебопродуктам
Образован 26 ноября 1958 года на базе Министерства хлебопродуктов СССР.
| Имя                                   | Дата вступления в должность | Дата снятия с должности |
| ------------------------------------- | --------------------------- | ----------------------- |
| Корниец, Леонид Романович (1901—1969) | 26 ноября 1958              | 25 февраля 1961         |

25 февраля 1961 года преобразован в Государственный комитет заготовок СМ СССР.

### Государственный комитет заготовок СМ СССР
Образован 25 февраля 1961 года на базе Государственного комитета СМ СССР по хлебопродуктам.
| Имя                                      | Дата вступления в должность | Дата снятия с должности |
| ---------------------------------------- | --------------------------- | ----------------------- |
| Игнатов, Николай Григорьевич (1901—1966) | 25 февраля 1961             | 26 декабря 1962         |
| Корниец, Леонид Романович (1901—1969)    | 17 января 1963              | 26 июня 1969            |
| Нуриев, Зия Нуриевич (1915—2012)         | 26 июня 1969                | 17 сентября 1969        |

17 сентября 1969 года преобразован в Министерство заготовок СССР.

### Министерство плодоовощного хозяйства СССР
Образовано 19 декабря 1980 года.
| Имя                                    | Дата вступления в должность | Дата снятия с должности |
| -------------------------------------- | --------------------------- | ----------------------- |
| Козлов, Николай Тимофеевич (1925—2001) | 19 декабря 1980             | 22 ноября 1985          |

22 ноября 1985 года вошло в Государственный агропромышленный комитет СССР.

## Государственный агропромышленный комитет СССР
Образован 22 ноября 1985 года объединением министерств сельского хозяйства, плодоовощного хозяйства, сельского строительства, мясной и молочной промышленности, пищевой промышленности и Государственного комитета по производственно-техническому обеспечению сельского хозяйства.
| Имя                                           | Дата вступления в должность | Дата снятия с должности |
| --------------------------------------------- | --------------------------- | ----------------------- |
| Мураховский, Всеволод Серафимович (1926—2017) | 22 ноября 1985              | 10 апреля 1989          |

Упразднён 10 апреля 1989 года в связи с созданием Государственной комиссии СМ СССР по продовольствию и закупкам.

## Государственная комиссия СМ СССР по продовольствию и закупкам
Образована 27 июля 1989 года из Государственного агропромышленного комитета СССР.
| Имя                                                       | Дата вступления в должность | Дата снятия с должности |
| --------------------------------------------------------- | --------------------------- | ----------------------- |
| Никитин, Владилен Валентинович (1936—2021)                | 27 июля 1989                | 30 августа 1990         |
| Черноиванов, Вячеслав Иванович (род. 1938), и. о. 1-й зам | 1 сентября 1990             | 28 февраля 1991         |

Упразднена 28 февраля 1991 года в связи с реорганизацией Совета Министров СССР.

## Министерство сельского хозяйства и продовольствия СССР
Образовано 1 апреля 1991 года.
| Имя                                        | Дата вступления в должность        | Дата снятия с должности        |
| ------------------------------------------ | ---------------------------------- | ------------------------------ |
| Черноиванов, Вячеслав Иванович (род. 1938) | 2 марта 1991 и. о. 28 августа 1991 | 28 августа 1991 26 ноября 1991 |

Упразднено с 1 декабря 1991 года согласно постановлению Государственного совета СССР от 14 ноября 1991 года.

## Государственный комитет СССР по закупкам продовольственных ресурсов
Образован 1 апреля 1991 года.
| Имя                                 | Дата вступления в должность       | Дата снятия с должности        |
| ----------------------------------- | --------------------------------- | ------------------------------ |
| Тимошишин, Михаил Лукич (род. 1937) | 13 мая 1991 и. о. 28 августа 1991 | 28 августа 1991 26 ноября 1991 |

Упразднён с 1 декабря 1991 года согласно постановлению Государственного Совета СССР от 14 ноября 1991 года.

## Межреспубликанская продовольственная комиссия СССР
Образована 2 ноября 1991 года. 
| Имя                                    | Дата вступления в должность | Дата снятия с должности |
| -------------------------------------- | --------------------------- | ----------------------- |
| Кулик, Геннадий Васильевич (1935—2023) | 2 ноября 1991               | 26 декабря 1991         |

Фактически ликвидирована 26 декабря 1991 года в связи с прекращением существования СССР.

## Министерство сельского хозяйства и продовольствия РСФСР
Образовано 3 августа 1990 года на базе упраздняемых Государственного агропромышленного комитета РСФСР, Государственного агропромышленного комитета Нечернозёмной зоны РСФСР, Министерства мелиорации и водного хозяйства РСФСР, Главного управления охотничьего хозяйства при Совете Министров РСФСР.
| Имя                                    | Дата вступления в должность | Дата снятия с должности |
| -------------------------------------- | --------------------------- | ----------------------- |
| Кулик, Геннадий Васильевич (1935—2023) | 14 июля 1990                | 15 ноября 1991          |

15 ноября 1991 года преобразовано в Министерство сельского хозяйства РСФСР.

## Министерство сельского хозяйства РСФСР
Министерство сельского хозяйства РСФСР образовано 15 ноября 1991 года на базе Министерства сельского хозяйства и продовольствия РСФСР и Государственного комитета РСФСР по земельной реформе и поддержке крестьянских (фермерских) хозяйств.
| Имя                                    | Дата вступления в должность | Дата снятия с должности |
| -------------------------------------- | --------------------------- | ----------------------- |
| Хлыстун, Виктор Николаевич (род. 1946) | 15 ноября 1991              | 25 декабря 1991         |

25 декабря 1991 Верховный Совет РСФСР принял закон о переименовании РСФСР в Российскую Федерацию (РФ). 21 апреля 1992 года Съезд народных депутатов РСФСР внес соответствующие изменения в Конституцию РСФСР, которые вступили в силу 16 мая 1992 года.

## Министерство сельского хозяйства РФ
| Имя                                    | Дата вступления в должность | Дата снятия с должности |
| -------------------------------------- | --------------------------- | ----------------------- |
| Хлыстун, Виктор Николаевич (род. 1946) | 25 декабря 1991             | 30 сентября 1992        |

## Министерство сельского хозяйства и продовольствия РФ
Образовано 30 сентября 1992 года в результате реорганизации Министерство сельского хозяйства Российской Федерации.
| Имя                                                 | Дата вступления в должность | Дата снятия с должности |
| --------------------------------------------------- | --------------------------- | ----------------------- |
| Хлыстун, Виктор Николаевич (род. 1946)              | 23 декабря 1992             | 27 октября 1994         |
| Назарчук, Александр Григорьевич (1939—2021)         | 27 октября 1994             | 12 января 1996          |
| Заверюха, Александр Харлампиевич (1940—2015), и. о. | 12 января 1996              | 14 мая 1996             |
| Хлыстун, Виктор Николаевич (род. 1946)              | 14 мая 1996                 | 30 апреля 1998          |
| Семёнов, Виктор Александрович (род. 1958)           | 30 апреля 1998              | 25 мая 1999             |
| Щербак, Владимир Николаевич (1939—2010)             | 25 мая 1999                 | 19 августа 1999         |
| Гордеев, Алексей Васильевич (род. 1955)             | 19 августа 1999             | 7 мая 2000              |

## Министерство сельского хозяйства РФ
Образовано 17 мая 2000 года в результате реорганизации Министерства сельского хозяйства и продовольствия Российской
Федерации.
| Имя                                      | Дата вступления в должность | Дата снятия с должности |
| ---------------------------------------- | --------------------------- | ----------------------- |
| Гордеев, Алексей Васильевич (род. 1955)  | 19 мая 2000                 | 12 марта 2009           |
| Скрынник, Елена Борисовна (род. 1961)    | 12 марта 2009               | 21 мая 2012             |
| Фёдоров, Николай Васильевич (род. 1958)  | 21 мая 2012                 | 22 апреля 2015          |
| Ткачёв, Александр Николаевич (род. 1960) | 22 апреля 2015              | 18 мая 2018             |
| Патрушев, Дмитрий Николаевич (род. 1977) | 18 мая 2018                 | 14 мая 2024             |
| Лут, Оксана Николаевна (род. 1979)       | с 14 мая 2024               | настоящее время         |